# Рошманінял
Рошманінял (порт. Rosmaninhal; МФА: [ʁuʒ.mɐ.ni.ˈɲaɫ]) — парафія в Португалії, у муніципалітеті Іданя-а-Нова. Розташована в східній частині країни, на теренах історичної португальської провінції Бейра. Входить до складу округу Каштелу-Бранку. За адміністративним поділом, чинним до 1976 року, терени парафії були складовою провінції Нижня Бейра. Належить до Порталегрівсько-Каштелу-Бранківської діоцезії Католицької церкви. Патрон — Діва Марія. Площа — 266,5878 км². Населення — 537 ос. (2011). Слабо урбанізований регіон. Густота населення — 2,01 осіб/км²
. Код — 050512.

## Населення
| Кількість мешканців | Кількість мешканців | Кількість мешканців | Кількість мешканців | Кількість мешканців | Кількість мешканців | Кількість мешканців | Кількість мешканців | Кількість мешканців | Кількість мешканців | Кількість мешканців | Кількість мешканців | Кількість мешканців | Кількість мешканців | Кількість мешканців |
| ------------------- | ------------------- | ------------------- | ------------------- | ------------------- | ------------------- | ------------------- | ------------------- | ------------------- | ------------------- | ------------------- | ------------------- | ------------------- | ------------------- | ------------------- |
| 1864                | 1878                | 1890                | 1900                | 1911                | 1920                | 1930                | 1940                | 1950                | 1960                | 1970                | 1981                | 1991                | 2001                | 2011                |
| 1 503               | 1 677               | 2 153               | 2 304               | 3 006               | 3 051               | 3 045               | 3 977               | 3 648               | 3 119               | 1 657               | 1 134               | 974                 | 733                 | 537                 |